# Quan Hongchan
Quan Hongchan (en chino: 全红婵; Zhanjiang, 28 de marzo de 2007) es una deportista china que compite en saltos de plataforma.
Participó en dos Juegos Olímpicos de Verano, obteniendo tres medallas de oro, en Tokio 2020 en la prueba individual y en París 2024 en las pruebas individual y sinconizada (junto con Chen Yuxi).
Ganó siete medallas en el Campeonato Mundial de Natación entre los años 2022 y 2024. En los Juegos Asiáticos de 2022 consiguió dos medallas de oro.

## Palmarés internacional
| Juegos Olímpicos   | Juegos Olímpicos   | Juegos Olímpicos | Juegos Olímpicos       |
| Año                | Lugar              | Medalla          | Prueba                 |
| ------------------ | ------------------ | ---------------- | ---------------------- |
| 2020               | Tokio (Japón)      | Medalla de oro   | Plataforma 10 m        |
| 2024               | París (Francia)    | Medalla de oro   | Plataforma 10 m        |
| 2024               | París (Francia)    | Medalla de oro   | Plataforma 10 m sincro |
| Campeonato Mundial |                    |                  |                        |
| Año                | Lugar              | Medalla          | Prueba                 |
| 2022               | Budapest (Hungría) | Medalla de oro   | Equipo mixto           |
| 2022               | Budapest (Hungría) | Medalla de oro   | Plataforma 10 m sincro |
| 2022               | Budapest (Hungría) | Medalla de plata | Plataforma 10 m        |
| 2023               | Fukuoka (Japón)    | Medalla de oro   | Plataforma 10 m sincro |
| 2023               | Fukuoka (Japón)    | Medalla de plata | Plataforma 10 m        |
| 2024               | Doha (Catar)       | Medalla de oro   | Plataforma 10 m        |
| 2024               | Doha (Catar)       | Medalla de oro   | Plataforma 10 m sincro |
| Juegos Asiáticos   |                    |                  |                        |
| Año                | Lugar              | Medalla          | Prueba                 |
| 2022               | Hangzhou (China)   | Medalla de oro   | Plataforma 10 m        |
| 2022               | Hangzhou (China)   | Medalla de oro   | Plataforma 10 m sincro |